# نور العين (ألبوم)
نور العين هو الألبوم الخامس عشر للفنان المصري عمرو دياب، وأشهر اغانيه مع الملحن العالمي الليبي ناصر المزداوي. وتوزيع واخراج موسيقي للفنان العالمي الليبي حميد الشاعرى. تم إصداره في يوليو عام 1996. وهو أول تعاون بين عمرو دياب وشركة عالم الفن ويعتبر واحد من أفضل وأشهر ألبومات عمرو دياب إلى اليوم حيث أن عمرو دياب استطاع من خلال هذا الألبوم أن يضيف تطوير جديد لشكل الموسيقى العربية, كما يحتوي على مجموعة من الألحان الشرقية الدسمة وتوزيعات موسيقية ذات زخم كبير للمبدع حميد الشاعري, مع إهتمام ملحوظ بالخلفيات الوترية والبوليفونية.

## قائمة الأغاني
| الرقم | اسم الاغنية   | المدة | الشاعر      | الملحن        | الموزع       |
| ----- | ------------- | ----- | ----------- | ------------- | ------------ |
| 1     | نور العين     | 05:09 | أحمد شتا    | ناصر المزداوي | حميد الشاعري |
| 2     | مش حضعف       | 05:25 | مجدي النجار | عمرو دياب     | حميد الشاعري |
| 3     | نفس المكان    | 04:40 | مدحت العدل  | رياض الهمشري  | حميد الشاعري |
| 4     | ليلة من عمري  | 04:56 | أحمد شتا    | عمرو دياب     | حميد الشاعري |
| 5     | عايزين يغيروك | 05:52 | مدحت العدل  | رياض الهمشري  | حميد الشاعري |
| 6     | من أول مرة    | 04:35 | مجدي النجار | ناصر المزداوي | حميد الشاعري |
| 7     | إوعدني        | 05:25 | مصطفى كامل  | رياض الهمشري  | حميد الشاعري |
| 8     | يومينهم       | 03:48 | مجدي النجار | عمرو دياب     | حميد الشاعري |